# Prairie View (Texas)
Prairie View és una població dels Estats Units a l'estat de Texas. Segons el cens del 2000 tenia 4.410 habitants.

## Demografia
Segons el cens del 2000, Prairie View tenia 4.410 habitants, 694 habitatges, i 360 famílies. La densitat de població era de 235,8 habitants/km².
Dels 694 habitatges en un 21,3% hi vivien nens de menys de 18 anys, en un 32,1% hi vivien parelles casades, en un 15,4% dones solteres, i en un 48% no eren unitats familiars. En el 32,3% dels habitatges hi vivien persones soles el 13,1% de les quals corresponia a persones de 65 anys o més que vivien soles. El nombre mitjà de persones vivint en cada habitatge era de 2,42 i el nombre mitjà de persones que vivien en cada família era de 3,21.
Per edats la població es repartia de la següent manera: un 9,1% tenia menys de 18 anys, un 68,2% entre 18 i 24, un 10,3% entre 25 i 44, un 6,5% de 45 a 60 i un 5,9% 65 anys o més.
L'edat mediana era de 21 anys. Per cada 100 dones de 18 o més anys hi havia 87,9 homes.
Entorn del 13,2% de les famílies i el 24,4% de la població estaven per davall del llindar de pobresa.

## Poblacions més properes
El següent diagrama mostra les poblacions més properes.